# ブビンガ
ブビンガ (bubinga) は、ジャケツイバラ亜科ブビンガ属（別名: アフリカコパールノキ属; Guibourtia）の中の、おそらく近縁な3種の総称である。熱帯アフリカ産の常緑広葉樹で、木材として利用される。現在ワシントン条約の附属書IIに登録され厳密な仕入先を調査/管理されている。
「ブビンガ」とはカメルーン由来の名である。別名に、エシンガン (Essingang、カメルーン)、ワカ (Waka、コンゴ民主共和国)、オベン (Oveng、赤道ギニア、一部日本語資料にある「オベシ」とはこれの誤植かもしれない)、エバナ (Ebana、ガボン)、ケバジンゴ (Kevazingo、ガボン)、アクーム (Akume、アメリカ)。アフリカンローズウッド（英: African rosewood）とも呼ばれるが、この名は他のいくつかの種を表しうる。

## 種
ブビンガと呼ばれるのは次の3種。
- Guibourtia demeusei (Harms) J.Léonard（シノニム: Copaifera demeusei Harms; 和名: コンゴコーパルノキ）[6] - 種小名に関しては demeusii という表記揺れも存在する。
- Guibourtia pellegriniana J.Léonard
- Guibourtia tessmannii (Harms) J.Léonard

これらのうち、G. tessmannii と G. pellegriniana は非常に近縁である（G. demeusei は不詳）。
これらのうち特定の1種をブビンガとすることもある（例えば、G. tessmannii 、G. pellegriniana ）。コンゴコーパルノキこと G. demeusei と G. tessmannii とを一緒くたにブビンガとしたり、あるいは G. tessmannii がブビンガ（もしくはビュヴァンガ）で G. pellegriniana が（通常はブビンガの別名とされる）ケバジンゴだという扱いもある。
ブビンガの範囲は若干あいまいで、同属の他種を含むこともありうるが、それでも、同属のオバンコール（ovèngkol; 学名: Guibourtia ehie）などとは区別される。ブビンガは芯材が紅色系であるのに対し、オバンコールは褐色系である。また、ベンゲ（benge; 学名: Guibourtia arnoldiana; コンゴ民主共和国での名称: ミュテニエ mutenye）もブビンガとは別枠で扱われる傾向にある。
ブビンガ属 Guibourtia には16種があり、13種がアフリカ産、3種が南米産である。ブビンガはいずれもアフリカ産である。

### 呼称

#### Guibourtia tessmanniiおよびG. pellegriniana
ガボンの有用植物を扱う Raponda-Walker & Sillans (1961:230–1) では Guibourtia tessmannii の現地語名として以下のようなものが挙げられている。
- ヴァラマ語（Varama; 別名: Barama、Bavarama）: mubaka
- ヴィヤ語（Viya; 別名: Eviya、Ivéa）: obaka
- ヴィリ語（Vili; 別名: Ibhili）: buvinga
- ヴング語（Vungu; 別名: Vumbu）: mubaka
- ケレ語（Kélé）: nghwéyá、nghyènghè
- コタ語（Kota）: ibula
- サング語（Sangu）: mubaka
- シラ語（Shira; 別名: Eshira）: mubaka
- セケ語: uvènyó、uvèyó
- ツォゴ語（Tsogo; 別名: Mitsogo）: bovènga、obaka
- ドゥマ語（Duma; 別名: Adouma、Badouma）: mubaka
- ピンジ語（Pinji; 別名: Apindji）: obaka
- ヒンバ語（Himba; 別名: Simba）: obaka
- ファン語: ovèng（#その他近縁種なども参照）、éli-béyèm
- プヌ語（Punu）: mubaka、dutsatsi
- ベンガ語（Benga）: bovènga
- ボヴェ語（Pove; 別名: Bubi、Vove）: bovènga
- ミエネ語: 〔ガルワ方言、ロンゴ方言、ンコミ方言、ンポングウェ方言〕ekèwazèngó
- ミンドゥウモ語（Minduumo; 別名: Mindoumou、Ndumu）: motoni
- ルンブ語（Lumbu; 別名: Baloumbou）: bubinga、kéba-singu
- ングビ語（Ngubi; 別名: Ngove、Ngowé）: gikèbazèngó
- ンゼビ語（Nzebi; 別名: Bandzabi、Njebi）: buvènga

また、ガボンの有用樹種を扱う Meunier, Moumbogou & Doucet (2015:309) では G. tessmannii と G. pellegriniana が同一の枠で扱われ、上記の呼称全てが（多少のダイアクリティカルマークの有無の差はあるものの）全て収録され、それにケレ語、コタ語、サケ語（Sake; 別名: Shake）、サマ語（Sama; 別名: Osamayi）、セケ語、マホングウェ語（Mahongwe）、Ndambomo語（別名: Ndambono）を一まとめにしたケレ諸語の呼称として élow、mouenga が追加されている。

#### コンゴコーパルノキ
一方、コンゴコーパルノキこと G. demeusei の呼称は以下の通りである。
カメルーンでは bobanja という呼称が報告されている。
ガボンにおける現地語名は次に挙げる通りである。
- ヴァラマ語: diganga
- ヴィヤ語: ébangala
- ヴング語: diganga
- ケレ語: abana、lèngindi
- シラ語: diganga
- セケ語: kèbó、bambó
- ツォゴ語: gébangáa、onyanga、gédjomé-djomé
- ピンジ語: gébanganyalé
- ファン語: ébana、ébang
- プヌ語: diganga
- ベンガ語: ébanya、bobanya
- ミエネ語:〔ガルワ方言、ロンゴ方言、ンコミ方言、ンポングウェ方言〕éréré zi nkéwa
- ングビ語: imwiri-ya-kèba

コンゴ共和国では以下のような現地語名が存在する。
- バクウェレ語（Bakwélé; 別名: Bekwil）: paka[17]
- ボンギリ語（Bongili）: mobaka[17]

#### その他近縁種など
なお、同属のオバンコールこと G. ehie はファン語で akog-ele、akok、ovèng-nkol とされる。
ファン語は赤道ギニアやガボンなどで話される言語で、その辞書である Galley (1964:314) には ÔVEÑ という項目が存在するが、これは Didelotia africana という別属のマメ科植物を指し、さらにこれに対応するミエネ語ガルワ方言（Galwa）が kévaziñgô であるという。

## 特徴
産地は熱帯雨林で、アフリカなどに分布する。幹の直径は3m、樹高は25–30mにもなる巨木である。沼地や河川の近くに群生することが多い。

## 木材

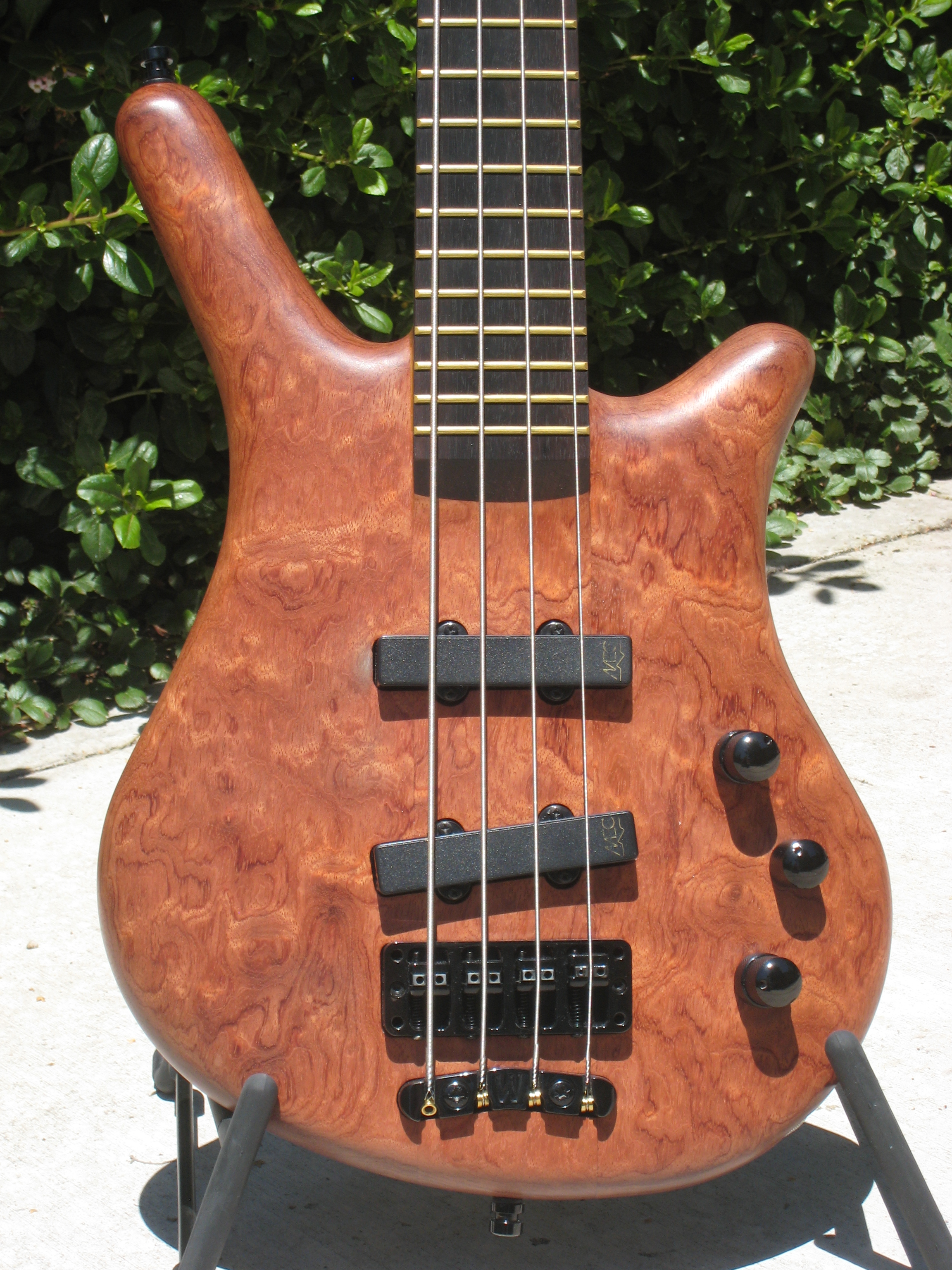
ボディにブビンガを用いたエレキベース

辺縁の木材は淡黄色の色調である。それより内側はチークやカリンに似た派手な橙-赤色の木材色となっている。年輪は不明瞭であるが、葡萄杢などの派手な杢目が生じる。材は硬く耐腐性があり白蟻にも強いが、乾燥によって変形しやすいために通常はウレタン塗装で乾燥の進行を防止して使用される。チークやカリンなどと同じように密度が高いため硬く冷たい木材である。

## 用途
フローリング材、装飾材、家具の材料として使われる。特に1枚板のテーブルとして良く利用される。バランスの取れた響きがあるのでギターや打楽器にも使用される。変わったところでは和太鼓の胴部分としても使用される。